# Stefan Esser (Journalist)
Stefan Esser (* 5. Dezember 1947 in Stuttgart) ist ein deutscher Journalist, Buchautor und Ghostwriter.

## Leben
Nach seinem Schulbesuch widmete sich Stefan Esser einem „Teil-Studium“ der Fächer Kommunikation, Psychologie und Soziologie. Daneben arbeitete er in München als Redakteur bei der Tageszeitung Münchner Merkur, als Reporter und Leiter der „Seite 3“ bei dem Münchner Boulevardblatt Abendzeitung, als Leiter des Ressorts Unterhaltung bei der Illustrierte Bunte und schließlich als Chefreporter bei der von der IG Metall herausgegebenen Zeitschrift Metall. Als solcher fand er Mitte der 1980er Jahre „eine 3.000 km lange ‚Straße der Armut‘“ quer durch die Bundesrepublik Deutschland, nachdem er zuvor über Ausländerfeindlichkeit in der Arbeitswelt recherchiert hatte.
Später machte sich Stefan Esser als freier Journalist selbständig und arbeitete seitdem für verschiedene Magazin und Zeitungen, für PR- und Werbeagenturen sowie als Buchautor und Ghostwriter. Esser ist Inhaber eines Medienbüros.

## Publikationen (Auswahl)

### Schriften
- Wolf Riedel, Stefan Esser: Wie Hypnose heilt. Die wunderbare Kraft des Geistes (= Knaur, Bd. 77882), vollständige Taschenbuchausgabe, München: Knaur-Taschenbuch-Verlag, 2007, ISBN 978-3-426-77882-1 und ISBN 3-426-77882-3

### Tonträger
- Robert Stargalla, Stefan Esser: Das Codewort-Training. Stressfrei durch den Alltag mit einem tief im Unterbewusstsein verankerten Codewort, Ruuuhe, CD (49 Minuten) 12 cm, 2012, München: Avita Media – [München]; Neptun [Vertrieb], 2012, ISBN 978-3-89321-740-3